# 小行星10928
小行星10928（10928 Caprara）是一颗绕太阳运转的小行星，为主小行星带小行星。该小行星于1998年1月25日发现。

## 轨道参数
小行星10928的轨道半长轴为2.7811465 UA，离心率为0.223。